# CAFTA en Honduras
El CAFTA (Dominican Republic-Central America Free Trade Agreement) en inglés, o TLC (Tratado de Libre Comercio entre República Dominicana, Centroamérica y Estados Unidos de América) en español, es un tratado que busca la creación de una zona de libre comercio entre los países firmantes.

## Ratificación
El parlamento hondureño ratificó el tratado el 3 de marzo de 2005 con los votos de cuatro de las cinco bancadas legislativas, convirtiéndose en el segundo país en ratificar el tratado. Tras la aprobación del decreto, agrupaciones sindicales y opositoras al tratado irrumpieron en el salón de sesiones del congreso, obligando a los cuerpos de seguridad a sofocar la protesta. En general, diversas organizaciones tomaron calles y protestaron contra lo que argumentan, es un paso para el empobrecimiento del país. Pese a las múltiples manifestaciones, la policía no reporta episodios de violencia.